# Michiro Endo
Michiro Endo (遠藤 ミチロウ, Endō Michirō) (Nihonmatsu, 15 de novembro de 1950 – 25 de abril de 2019) foi um músico, cantor-compositor e ativista socialista. Mais conhecido por ser o vocalista da banda de punk rock japonesa The Stalin, ganhou notoriedade por suas travessuras no palco, como por exemplo tendo uma vez jogado uma cabeça de porco decepada no público ou perfomar completamente nu.

## Juventude e carreira
Endo nasceu em Nihonmatsu, Fukushima e se formou na Universidade de Yamagata. Depois da faculdade, ele vagou pelo Vietnã e pelo sudeste da Ásia. Começou sua carreira musical em 1979 formando a banda punk Jiheitai. Em 1980,  formou o The Stalin, assim passando a ser um dos artistas dominantes da cena punk rock japonesa dos anos 80.
Após o The Stalin anunciar sua dissolução em 1984, Endo lançou seu primeiro trabalho solo. De 1987 até 1988 retornou como Video Stalin e de 1989 até 1993 Stalin. Em 2002 formou o trio Notalin's. Dois anos depois, ele e o baterista do Thee Michelle Gun Elephant, Kazuyuki Kuhara, formaram o trio acústico MJQ, cujo lema é "punk acústico". Participou do álbum de tributo ao Buck-Tick Parade ~Respective Tracks of Buck-Tick~ em 2005, com um cover de "Sasayaki".
Em 1 de dezembro de 2010, dois álbuns de tributo a Endo foram lançados. Um intitulado Romantist - The Stalin, Michiro Endo Tribute Album traz artistas como Buck-Tick, Dir en grey, Merry e Jun Togawa fazendo covers de The Stalin e canções solo de Endo. O outro, Ao Oni Aka Oni, apresenta diferentes artistas e foi lançado pela primeira vez no show de Endo em 14 de novembro para coincidir com seu 60º aniversário.
Michiro se manteve ocasionalmente ativo na cena musical ao vivo durante a década de 2010, tocando no MJQ, como artista solo ou com shows ocasionais do The Stalin.

## Morte
Michiro Endo faleceu em um hospital de Tóquio enquanto lutava contra câncer de pâncreas em 25 de abril de 2019, aos 68 anos. Um representante anunciou sua morte em 1º de maio e que ele já havia se submetido a uma cirurgia por conta do câncer em outubro de 2018.

## Discografia

### Singles
- "Aogeba Totoshi" (仰げば尊し, 1984, 1985)
- "Odyssey-1985-Sex" (オデッセイ・1985・Sex, 1985)
- "Lucky Boy" (1987)

### Álbuns
- Betonamu Densetsu (ベトナム伝説, ,1984)
- The End (1985)
- Odyssey-1985-Sex (オデッセイ・1985・Sex, ,1985)
- Ameyujyutotechitekenjya (アメユジュトテチテケンジャ, ,1985)
- Get the Help! (1985)
- Hasan (破産, ,1986)
- Terminal (1987)
- Shime Tatarime (死目祟目, ,1993)
- Sora ha Ginnezumi (空は銀鼠, ,1994)
- 50 (Half) (1995)
- Ai-suru tame niha Uso ga iru (愛するためにはウソがいる, ,1995)
- Ai to Shi wo Mitsumete (愛と死をみつめて, ,1996)
- Michiro (道郎, Michirō) ,1997
- Off (2000)
- Aipa (2000)
- Notalin's (2004, com Notalin's)
- I, My, Me / Amami (2005)
- Unplugged Punk (2006, com MJQ)
- Kiga-Kiga Kikyo (2007)
- Aipa (12 de dezembro de 2009)
- Tenbatsu Nanka Kuso Kurae Tsu!!! (天罰なんかクソ喰らえっ!!!, 16 de março de 2011 com M.J.Q)